# Maurício Jahu
José Maurício Volpato, conhecido como Jaú ou Maurício Jahu (Jaú, 1963), é um ex-atleta de voleibol e apresentador de televisão brasileiro.

## Biografia
Iniciou sua carreira em Jaú, São Paulo onde praticou futebol, atletismo, basquete mas se afixou no voleibol. Atuou por vinte anos no voleibol profissional, principalmente na equipe da Pirelli e na seleção brasileira.
Sua principal conquista com o Pirelli foi o Campeonato Mundial de 1984, na época ainda não chancelado pela Federação Internacional de Voleibol. Venceu as edições de 1980, 1982, 1983 e 1989 do Campeonato Brasileiro.
Pela seleção brasileira, há registro de sua participação no Mundial Juvenil de 1981, quando a equipe ficou em segundo lugar. Em 1985, foi convocado para a seleção principal para uma série de amistosos contra Cuba. Também foi campeão sul-americano.
Permaneceu no Pirelli até 1990, quando foi dispensado. No mesmo ano, acertou com o Telesp. Em 1992, teve passagem pelo Mackenzie.
Iniciou uma carreira paralela como modelo em 1991, aparecendo em comerciais de televisão e em desfiles. Em 1994, fez uma participação na novela As Pupilas do Senhor Reitor, do SBT. Em 1996, treinou o Santo André na Superliga Masculina de Vôlei.
Na TV, Jahu passou a ser comentarista de vôlei no canal de televisão por assinatura ESPN Brasil. Foi apresentador do Por Dentro do Vôlei, entre 1997 e 2009. Jahu também apresentou, eventualmente, o SportsCenter. Em setembro de 2017, Maurício deixou a ESPN Brasil.

## Vida pessoal
Foi namorado da jogadora de basquete Hortência Marcari.